# Districte de Craigavon
El districte de Craigavon és un districte que pren part dels comtats d'Armagh, Down i Antrim, a Irlanda del Nord. La seu del consell és a Craigavon, als marges del llac Neagh, una ciutat planificada construïda entre Lurgan i Portadown. L'àrea del consell inclou les ciutats de Lurgan i Portadown, així com les viles més petites de Waringstown i Donaghcloney. El pressupost del consell és de £15.5 milions de lliures per als serveis de les 93.023 persones que viuen a l'àrea.
El territori del consell es divideix en quatre àrees: Central, Loughside, Lurgan i Portadown - amb 26 consellers elegits per quatre anys i que cada any, pel mes de juny, nomena un nou alcalde i tinent d'alcalde. Els escons elegits a les eleccions locals de 2011 foren: 9 Partit Unionista Democràtic (DUP), 8 Sinn Féin, 6 Partit Unionista de l'Ulster (UUP), 4 Social Democratic and Labour Party (SDLP) i 1 Partit de l'Aliança d'Irlanda del Nord. L'alcalde per al període 2011/2012 és Alan Carson (DUP), i el tinent d'alcalde George Savage (UUP).
L'última elecció va tenir lloc el maig de 2009, però el 25 d'abril de 2008 Shaun Woodward, Secretari d'Estat per a Irlanda del Nord anuncià que les eleccions de districte previstes per a 2009 es posposaven fins a la introducció dels 11 nous consells en 2011. Aquestes reformes previstes foren abandonades en 2010, i les eleccions locals previstes van tenir lloc en 2011.
Juntament amb part del districte de Banbridge forma part de la circumscripció d'Upper Bann per a les eleccions al Parlament del Regne Unit i de l'Assemblea d'Irlanda del Nord.

## Sumari d'escons 1973-2011
|                                           | 1973 | 1977 | 1981 | 1985 | 1989 | 1993 | 1997 | 2001 | 2005 | 2011 |
| ----------------------------------------- | ---- | ---- | ---- | ---- | ---- | ---- | ---- | ---- | ---- | ---- |
| Ulster Unionist (UUP)                     | 11   | 10   | 9    | 11   | 12   | 10   | 11   | 8    | 6    | 6    |
| Alliance (APNI)                           | 4    | 3    | 1    |      | 2    | 2    | 1    |      |      | 1    |
| Vanguard (VUPP)                           | 4    |      |      |      |      |      |      |      |      |      |
| Democratic Unionist (DUP)                 | 3    | 4    | 7    | 6    | 4    | 4    | 3    | 6    | 9    | 9    |
| Social Democratic and Labour Party (SDLP) | 2    | 6    | 5    | 5    | 6    | 6    | 7    | 7    | 4    | 2    |
| Nacionalista Independent (IN)             | 1    |      |      |      |      |      | 2    |      |      |      |
| United Ulster Unionist (UUUP)             |      | 1    | 1    |      |      |      |      |      |      |      |
| Workers' Party (WP)                       |      | 1    | 2    | 2    | 1    | 1    |      |      |      |      |
| Sinn Féin (SF)                            |      |      |      | 2    | 1    | 2    | 2    | 4    | 6    | 8    |
| Unionista Independent (IU)                |      |      |      |      |      | 1    |      | 1    | 1    |      |

Nota: El Partit dels Treballadors es presentà com a Republican Clubs en 1977 i Workers Party-Republican Clubs wn 1981.
Font: «Northern Ireland Elections». Arxivat de l'original el 2014-02-09. [Consulta: 10 juny 2013].

## Alcaldes de Craigavon
| Any                  | Nom                | Partit             | Partit             | Tinent d'alcalde                | Partit | Partit             |
| -------------------- | ------------------ | ------------------ | ------------------ | ------------------------------- | ------ | ------------------ |
| 1973 - 75            | Joseph A. Johnston |                    | UUP                | James McCammick                 |        | Vanguard           |
| 1975 - 76            | James McCammick    |                    | Vanguard           | Tom Creith                      |        | UUP                |
| 1976 - 77            | Tom Creith         |                    | UUP                | Herbert Whitten                 |        | UUP                |
| 1977 - 78            | Sydney Cairns      |                    | UUP                | Brian T. English                |        | Alliance           |
| 1978 - 79            | Herbert Whitten    |                    | UUP                | David Calvert                   |        | DUP                |
| 1979 - 80            | Alan Locke         |                    | UUP                | James McDonald                  |        | SDLP               |
| 1980 - 81            | Frank Dale         |                    | UUP                | Sean Hagan                      |        | Alliance           |
| 1981 - 82            | Mary Simpson       |                    | UUP                | David Calvert                   |        | DUP                |
| 1982 - 83            | Sam Gardiner       |                    | UUP                | James Gillespie                 |        | UUP                |
| 1983 - 84            | James Gillespie    |                    | UUP                | Frederick Baird                 |        | DUP                |
| 1984 - 85            | Arnold Hatch       |                    | UUP                | Patrick J. Crilly               |        | SDLP               |
| 1985 - 87            | George Savage      |                    | UUP                | James Gillespie                 |        | UUP                |
| 1987 - 88            | Sydney Cairns      |                    | UUP                | Arnold Hatch                    |        | UUP                |
| 1988 - 89            | Sam Gardiner       |                    | UUP                | James McCammick                 |        | UUP                |
| 1989 - 91            | James McCammick    |                    | UUP                | Joy Savage, després Joe Trueman |        | UUP                |
| 1991 - 92            | Joe Trueman        |                    | UUP                | Fred Crowe                      |        | UUP                |
| 1992 - 93            | Fred Crowe         |                    | UUP                | Sam Lutton                      |        | UUP                |
| 1993 - 94            | Joy Savage         |                    | UUP                | Ruth Allen                      |        | DUP                |
| 1994 - 95            | Brian Maguinness   |                    | UUP                | Sean McKavanagh                 |        | SDLP               |
| 1995 - 96            | Meta Crozier       |                    | UUP                | Hugh Casey                      |        | SDLP               |
| 1995 - 96            | Meta Crozier       | Independent Labour | UUP                | Hugh Casey                      |        |                    |
| 1996 - Desembre 1996 | Hugh Casey         |                    | Independent Labour | Sam Lutton                      |        | UUP                |
| Des 1996 - 1997      | Sam Lutton         |                    | UUP                | Hugh Casey                      |        | Independent Labour |
| 1998 - 1999          | Mervyn Carrick     |                    | DUP                | Dolores Kelly                   |        | SDLP               |
| 1999 - 2000          | Dolores Kelly      |                    | SDLP               | Fred Crowe                      |        | UUP                |
| 2000 - 2001          | Fred Crowe         |                    | UUP                | Mark Neale                      |        | UUP                |
| 2001 - 2002          | Sam Gardiner       |                    | UUP                | Jonathan Bell                   |        | DUP                |
| 2002 - 2003          | Jonathan Bell      |                    | DUP                | Sydney Anderson                 |        | DUP                |
| 2003 - 2004          | Ignatius Fox       |                    | SDLP               | David Simpson                   |        | DUP                |
| 2004 - 2005          | David Simpson      |                    | DUP                | Ignatius Fox                    |        | SDLP               |
| 2005 - 2006          | George Savage      |                    | UUP                | Robert Smith                    |        | DUP                |
| 2006 - 2007          | Kenneth Twyble     |                    | UUP                | Mary McAlinden                  |        | SDLP               |
| 2007 - 2008          | Robert Smith       |                    | DUP                | Kenneth Twyble                  |        | UUP                |
| 2008 - 2009          | Sydney Anderson    |                    | DUP                | Arnold Hatch                    |        | UUP                |
| 2009 - 2010          | Meta Crozier       |                    | UUP                | Philip Weir                     |        | DUP                |
| 2010 - 2011          | Stephen Moutray    |                    | DUP                | Kieran Corr                     |        | Independent        |
| 2011 - 2012          | Alan Carson        |                    | DUP                | George Savage                   |        | UUP                |
| 2012 - 2013          | Carla Lockhart     |                    | DUP                | Arnold Hatch                    |        | UUP                |
| 2013 -               | Mark Baxter        |                    | DUP                | Colin McCusker                  |        | UUP                |

Font: Enquesta de Freedom of Information al Craigavon Borough Council